# Josip Pivarić
Josip Pivarić (* 30. ledna 1989 Záhřeb) je bývalý chorvatský fotbalista. Nastupoval především na levém kraji obrany. V letech 2013–2018 hrál za chorvatskou reprezentaci, nastoupil ve 26 zápasech. Získal s ní i stříbrnou medaili na mistrovství světa 2018. V letech 2008–2017 byl kmenovým hráčem Dinama Záhřeb, čtyři roky však byl na hostování v Lokomotivě Záhřeb. V roce 2017 přestoupil do Dynama Kyjev a strávil tam tři sezóny. Od roku 2020 byl znovu na soupisce Lokomotivy Záhřeb. V roce 2023 ukončil kariéru.